# مسجد أبي بكر الصديق

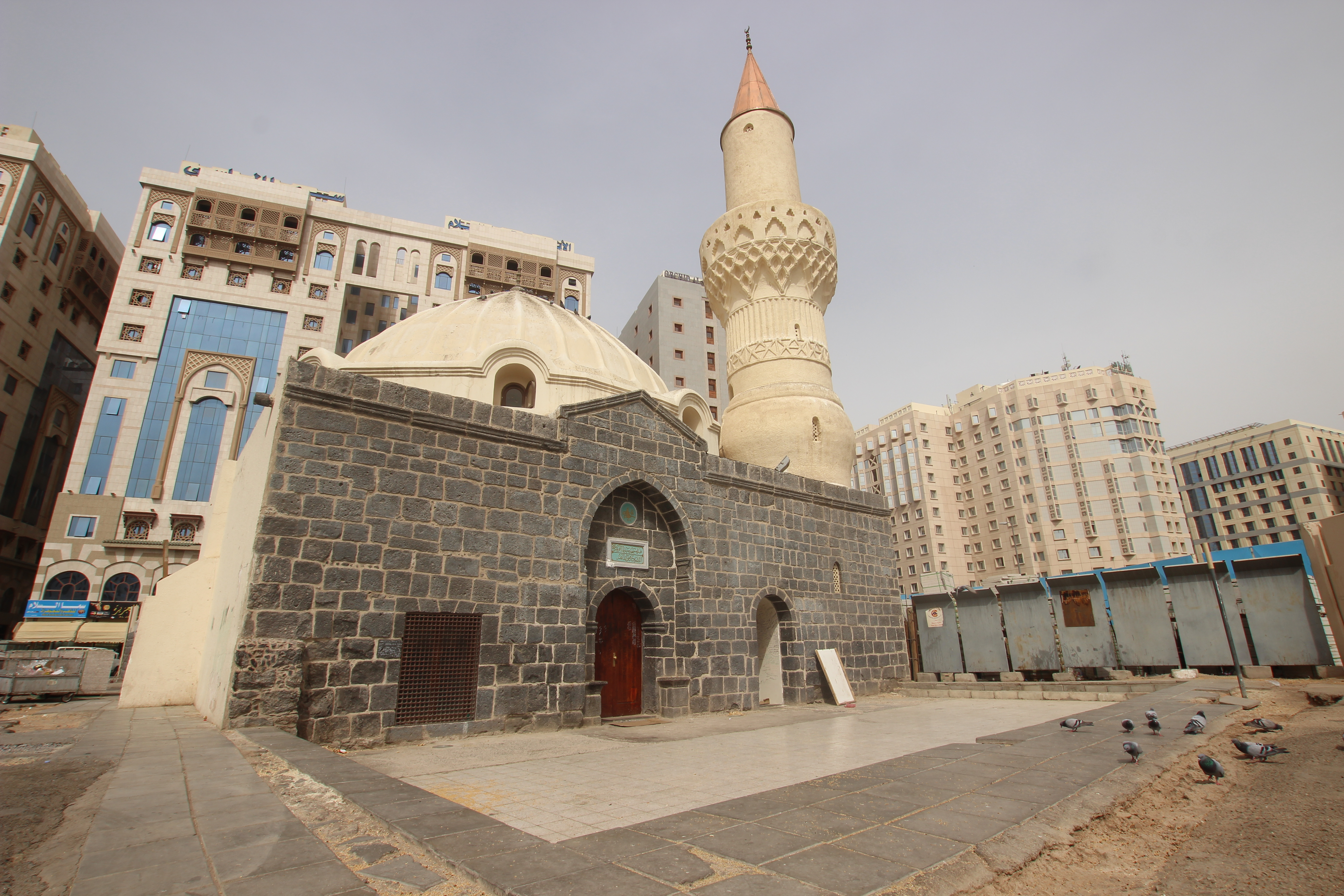
مسجد أبو بكر الصديق

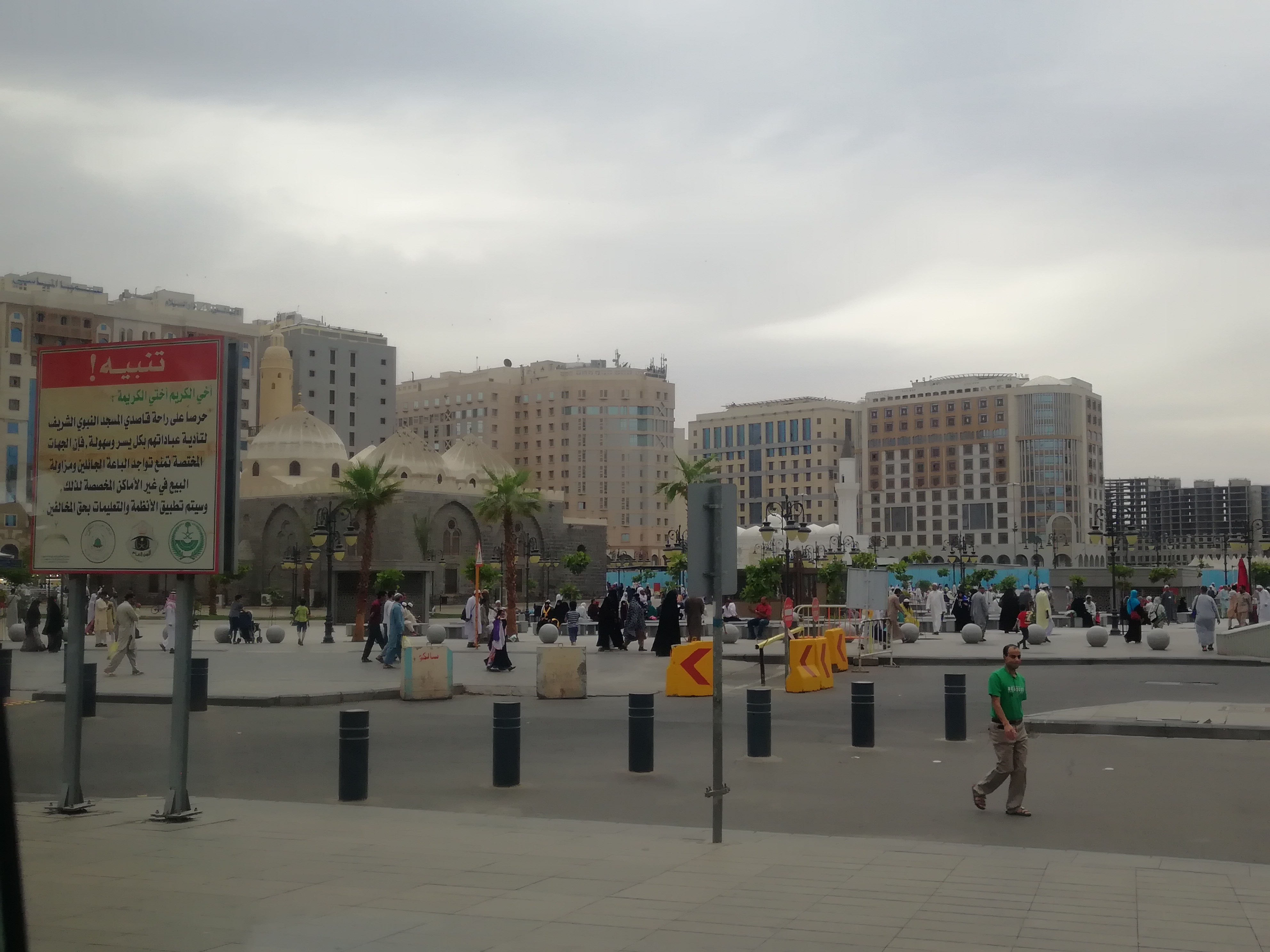
مسجد أبو بكر الصديق قرب مسجد الغمامة وسوق المدينة ومصلى العيدين بجانب المسجد النبوي

مسجد أبي بكر الصديق، يعتبر من المساجد الأثرية في المدينة المنورة.

## موقعه
مسجد أبي بكر الصديق يقع في الجهة الغربية الجنوبية للمسجد النبوي الشريف، قرب بداية شارع المناخة، وإلى الغرب من مسجد الغمامة، ولا يفصل بين المسجدين سوى الطريق العام، ومسجد الصديق  بالحي المسمى بالعريضة، وكان الحي فيما مضى حديقة العريضي، ويأخذ المسجد موضعه ضمن ميدان فسيح يضم المسجدين، مسجد الغمامة ومسجد أبي بكر الصديق .
.

## سبب تسميته
وسمي هذا المسجد باسم ابي بكر الصديق  لأنه عرف أن رسول الله صل الله عليه وسلم صلى العيد في هذا الموقع ومن بعده أبو بكر الصديق أثناء خلافته فنسب إليه.

## تاريخ المسجد
وقد صلى النبي ﷺ فيه صلاة العيد, فهو من مصليات العيد التي صلي فيها النبي  العيد في السنة الثامنة للهجرة، وقيل السنة الرابعة، كما صلى في موضعه على أصحمة النجاشي ملك الحبشة فخرج ﷺ حتى انتهى إلى هذا الموضع فقام وصف أصحابه خلفه فصلى على النجاشي حين مات في أرض الحبشة.
فعن ابي هريرة  قال: ان رسول الله ﷺ نعى لنا النجاشي صاحب الحبشة في اليوم الذي مات فيه وقال: استغفروا لأخيكم. وصف بهم بالمصلى فصلى، فكبر عليه أربع تكبيرات. وعن جابر بن عبد الله رضي الله عنهما ان رسول الله قال: مات عبد لله صالح فقام فأمنا وصلى عليه. رواه مسلم.

## تاريخ بنائه
هو أحد مساجد منطقة المصلّى، ولعل تسميته بذلك لأن أبا بكر الصديق رضي الله عنه صلى العيد في موضعه أثناء خلافته اقتداء برسول الله صلى الله عليه وسلم. ويرجح أن أول بناء للمسجد كان في عصر الدولة الأموية، أثناء ولاية عمر بن عبد العزيز للمدينة المنورة ( 87- 93ه)، والبناء القائم للمسجد الآن يعود للقرن الثالث عشر الهجري، وفي العصر السعودي تم الحفاظ على الطراز المعماري التاريخي للمسجد وشهد عدة أعمال من الترميم والصيانة، حيث تم ترميمه سنة 1411ه في عهد خادم الحرمين الشريفين الملك فهد بن عبد العزيز، وسنة 1434ه في عهد خادم الحرمين الشريفين الملك عبد الله بن عبد العزيز، كما تمت صيانته في عهد خادم الحرمين الشريفين الملك سلمان بن عبد العزيز ضمن مشروع العناية بالمساجد والمواقع التاريخية في المدينة المنورة. 

## بناء المسجد
ويتكون مسجد أبي بكر –كما جاء في كتاب «أشهر المساجد في الإسلام» للكاتب سيد عبد المجيد بكر- من قسمين، ردهة مكشوفة يحيط بها سور مرتفع، توجد في شرقي المسجد بابها إلى الشرق ويفتح على شارع المناخة، وطول الردهة من الشمال إلى الجنوب حوالي ثلاثة عشر متراً من داخلها، وعرضها من الشرق إلى الغرب من داخل المسجد ستة أمتار، وعرض الباب الخارجي للقسم المكشوف من المسجد ثلاثة أمتار وارتفاعه متران، ويطل هذا الباب على مسجد الغمامة، والقسم الثاني من مسجد أبي بكر الصديق رضي الله عنه، هو القسم الداخلي، ويتكون من قبة كبيرة، مقامة على جدرانه ومدخله من الباب في الجدار الشرقي، يرتفع حوالي متران ولا يزيد عرضه عن متر ونصف المتر.
والقبة تنتصب فوق أربعة أكتاف، لكل منها زاويتان، يرتكز فوقها عنق القبة، والقسم الداخلي يظهر مربع الشكل من أسفل القبة وطول كل جدار من الداخل تسعة أمتار، وارتفاع الجدر حتى عنق القبة خمسة أمتار، وارتفاع القبة من الداخل يزيد على اثني عشر متراً، ومساحة المسطح الداخلي تبلغ حوالي واحداً وثمانين متراً مربعاً، وفي أعلى عنق القبة ثمان نوافذ صغيرة كمناور وزينت الزوايا التي تحمل عنق القبة ب زخارف جصية، وطليت الزخارف وتجويف القبة من الداخل باللون الأبيض، وهو لون طلاء المسجد من الداخل.
ويخلو المسجد من الداخل من الأعمدة ويتوسط الجدار الجنوبي محراب المسجد واتساع فتحته حوالي ثمانين سنتيمتراً، وارتفاعه متران، وليس للمسجد منبر لقربه من مسجد الرسول عليه الصلاة والسلام، ومسجد الغمامة، ولا تقام فيه صلاة الجمعة.
ومنارة مسجد الصديق ، بنيت فوق جداره الشمالي، ومقامة من أسفل على قاعدة مربعة، ينتصب فوقها بدن المنارة وهو بناء دائري مقام فوق مستوى جدران المسجد، تعلوه شرفة واحدة، ويعلو المنارة في نهايتها هيكل معدني ينتهي بثلاث تفاحات ثم هلال.وكسي الجدار الشرقي ب الحجر الأسود، وطليت القبة والمنارة باللون الأبيض من خارجها، واجتمع اللونان الأبيض والأسود في الطلاء الخارجي للمسجد، ويتفق هذا مع الطلاء الخارجي لمسجد الغمامة، مما يظهر الشكل العام للمسجدين في تناسق جميل وسط ميدان فسيح.

## انظر أيضًَا
- المدينة المنورة
- قائمة مساجد المدينة المنورة التاريخية
- مسجد عمر بن الخطاب (المدينة المنورة)
- مسجد بني عبد الأشهل
- مسجد قباء
- مسجد القبلتين
- مسجد الإجابة
- مسجد الراية

## وصلات خارجية
- تعرف أكثر على مسجد أبي بكر الصديق
- تعرف أكثر على مساجد المدينة المنورة